# Dark Ronald
Dark Ronald (* 1905; † 1928) war ein Englisches Vollblutpferd. Er war der Stempelhengst der deutschen Vollblutzucht des 20. Jahrhunderts und wurde in Irland von Bay Ronald aus der Darkie gezogen.
Das Skelett Dark Ronalds ist Teil der Haustierkundlichen Sammlung der Martin-Luther-Universität Halle-Wittenberg.

## Abstammung
Dark Ronald stammt in direkter Hengstlinie und in 10. Generation von Eclipse ab. Sein Vater Bay Ronald bestritt in 5 Rennjahren insgesamt 26 Rennen, von denen er 5 gewann, darunter den berühmten Epsom Gold Cup (d. i. heute Coronation Cup). Als Deckhengst war Bay Ronald noch wesentlich bedeutender. Während seiner Zeit in England zeugte er neben Dark Ronald die klassischen Sieger Macdonald und Bayardo. Seine Qualitäten wurden jedoch erst sichtbar, nachdem er nach Frankreich verkauft worden war. Seine dort gezogene Tochter Rondeau ist die Mutter des überragenden Vollblut- und Warmblutvererbers Teddy. Teddys Vollblut-Hengstlinien reichen bis ins 21. Jahrhundert. Dasselbe gilt für Bay Ronalds Sohn Bayardo (* 1906), der u. a. zwei englische Triple-Crown-Sieger, Gay Crusader (* 1914) und Gainsborough (* 1915), hervorbrachte. Dark Ronalds Mutter Darkie war nur als wenig erfolgreiche Zweijährige auf der Rennbahn aktiv.

## Rennkarriere
Dark Ronald war ein sehr talentiertes Rennpferd, jedoch hatte er in seiner Rennkarriere viel Verletzungspech, so dass seine Rennbilanz sein enormes Potential nicht widerspiegelt. Nach einem ersten Start und Sieg als Zweijähriger verletzte er sich bei seinem zweiten Rennen, das er trotzdem noch als Zweiter beendete, so schwer, dass er an beiden Vorderfesselgelenken gebrannt werden musste. Vorliegenden Quellen zufolge soll Dark Ronald seine Rekonvaleszenz-Zeit auf der südafrikanischen Farm seines Besitzers Sir Alec Bailey verbracht haben. Er kehrte erst als Vierjähriger wieder auf die Rennbahn zurück. Bei seinem Comeback im Newbury Spring Cup war er noch nicht fit und beendete zum einzigen Mal in seiner Karriere ein Rennen unplatziert. Danach folgten drei Siege über unterschiedliche Distanzen, unter anderem in den Princess of Wales’s Stakes (2.414 m), bis er sich beim Doncaster Cup (3.219 m) erneut verletzte und seine Rennkarriere beenden musste. Insgesamt gewann er 8.239 £ an Rennpreisen. Außerdem gewann Sir Alec Bailey in einer Wette auf Dark Ronalds Sieg im prestigeträchtigen Royal Hunt Cup (1.560 m) zu Ascot über 100.000 £.

## Zuchtlaufbahn
Dark Ronald' begann seine Zuchtkarriere 1910 im englischen Tickford Park Gestüt. Sein bedeutendster Nachkomme aus dieser Zeit, war wohl der harte Steher Son-in-Law, der ebenfalls ein hervorragender Vererber werden sollte. Seine Hengstlinie reicht in Australien bis in die heutige Zeit. Auch sehr gute deutsche Pferde befinden sich unter den Nachkommen von Son-in-Law, vor allem der erste deutsche Gewinner im Prix de l’Arc de Triomphe Star Appeal und dessen Sohn Kamiros gehen in direkter Hengstlinie auf Son-in-Law zurück.
Mit einem Stockmaß von 165 cm war Dark Ronald ein imposantes Pferd, hatte keine Fehler im Gebäude und sah insgesamt prächtig aus. Das machte ihn von Anfang an auch für die Warmblutzucht interessant. Der deutsche Landstallmeister und berühmte Hippologe Siegfried von Lehndorff war von Anfang an von Dark Ronald als Zuchthengst überzeugt und versuchte auch seinen Vater, den Oberlandstallmeister Georg von Lehndorff, für ihn zu begeistern. Dieser lehnte jedoch den Kauf wiederholt mit dem Hinweis ab, dass er schon genug Geld für ausländische Deckhengste ausgegeben hätte. Erst Georg von Lehndorffs Nachfolger als preußischer Oberlandstallmeister, Burchard von Oettingen stimmte schließlich dem Kauf für die damals enorme Summe von 25.000 £ = 500.000 Goldmark zu. Trotz des sehr hohen Preises erwies sich Dark Ronald als eine der besten Investitionen aller Zeiten in der deutschen Pferdezucht. Dark Ronald wurde von 1918 bis 1922 fünf Mal Champion der Vaterpferde in Deutschland.
Dark Ronald kam im Juni 1913 nach Deutschland und war zunächst in Graditz und später in Altefeld aufgestellt. Er starb 1928.

### Nachkommen
Sein erster großer Nachkomme in Deutschland war der Schlenderhaner Prunus, der das Henckel-Rennen und das St. Leger gewann, aber im Deutschen Derby nur Dritter wurde und somit die Triple Crown nur knapp verpasste. Für Schlenderhan zeugte Prunus drei Derby-Sieger und den großartigen Oleander. Ebenfalls für Schlenderhan brachte Dark Ronald den vielseitigen Wallenstein hervor, der neben der Goldenen Peitsche über 1200 m auch das Gladiatoren-Rennen über 2800 m gewann. Als Schlenderhaner Deckhengst zeugte Wallenstein zwei Derby-Sieger, darunter Alba. Dark Ronalds bester Sohn sollte aber Herold werden. Herold verlor nur ein einziges Rennen, das Henckel-Rennen, und das auch nur deshalb, weil Herolds Jockey sein Pferd in trügerischer Siegesgewissheit vorzeitig austrudeln ließ. Ohne diese unnötige Niederlage wäre Herold als ungeschlagener Triple Crown Gewinner abgetreten. Herold brachte drei Derby-Sieger hervor, darunter Alchimist, der selbst wiederum ein überragender Beschäler werden sollte. Weitere hervorragende unmittelbare Nachkommen Dark Ronalds waren Eckstein, Tulipan, Nubier, Famulus, Träumer und Aditi. Dark Ronalds Töchter waren weniger erfolgreich. Seine beste Tochter war die Preis-der-Diana-Siegerin Stromschnelle. 
Ein Stempelhengst zeichnet sich beim Englischen Vollblut dadurch aus, dass nicht nur seine unmittelbaren Nachkommen, sondern auch die der späteren Generationen auf der Rennbahn eine hervorragende Figur machen. Genau diese Eigenschaft zeichnete Dark Ronald vor allen anderen Deckhengsten in Deutschland aus. Außer der legendären Nereide und dem Ticino-Vater Athanasius stammen die meisten bedeutenden, in Deutschland nach Dark Ronalds Ankunft gezogenen Vollblüter des 20. Jahrhunderts in irgendeiner Weise von ihm ab. Ein Stempelhengst muss sich auch gutmütig gegenüber Inzucht verhalten. Dark Ronald erfüllte auch diese Voraussetzung. Die Wunderstute Schwarzgold war eine 3x4 Dark Ronald-Inzucht. Ihr Vater war der Dark Ronald-Enkel Alchimist und ihr Stutenvater der Dark Ronald-Enkel Oleander. Mit 113,5 kg erreichte Schwarzgold das höchste je in Deutschland vergebene GAG. Die für Schlenderhan wohl wichtigste Zuchtstute Aster (Vater Oleander, Mutter-Vater Wallenstein) ist eine 3x3 Inzucht auf Dark Ronald. Gepaart mit Alchimist ging aus ihr die 3x4x4 Dark Ronald Inzucht Aralia hervor, die sowohl auf der Rennbahn als auch in der Zucht sehr erfolgreich war. Die Arc-Siegerin von 1993 Urban Sea, das überragende Pferd des Jahres 2009 Sea The Stars und der deutsche Derby-Sieger von 2007 Adlerflug stammen allesamt in der direkten Mutterlinie von der Aster und über ihren berühmten Enkel Lombard auch von der Aralia ab.